# Norman Davis
Norman Hezekiah Davis (Normandy, Tennessee, 9 de agosto de 1878 - Hot Springs, Virginia, 2 de julio de 1944) fue un diplomático estadounidense. Ejerció como asistente del secretario del Tesoro de los Estados Unidos y, más tarde, también como subsecretario de Estado.

## Biografía

### Juventud
Nació en Normandy, en el condado de Bedford, estado de Tennessee. Su padre, McClin H. Davis, era un exitoso hombre de negocios y trabajaba en el campo de la destilería. De hecho, consiguió perfeccionar la receta del güisqui Cascade, conocido en la actualidad como George Dickel.
Norman se formó en la prestigiosa Webb School de Bell Buckle, en su estado natal. Con diecinueve años se matriculó en la Universidad de Vanderbilt. Sin embargo, el fallecimiento de su padre en 1898 hizo que tuviera que dejar los estudios antes de finalizar el segundo curso. Se encargó durante un breve periodo de tiempo de dirigir la destilería Cascade, pero se vio obligado a vender su participación en la empresa a los propietarios mayoritarios. Un año después de dejar Vanderbilt, se matriculó en Stanford, y pasó también por las universidades de Harvard, Columbia, Princeton y Nueva York.
En 1902, gracias al esfuerzo de sus familiares, Davis pudo establecer una red de contactos en Cuba y adquirió plantaciones de azúcar en el país americano. Llegó a ejercer como presidente de la Trust Company of Cuba. Obtuvo beneficios estimados en un millón de dólares, de modo que pudo permitirse dedicarse a la vida pública.

### Primeros pasos en la vida pública
Su trabajo en el sector financiero le permitió granjearse las amistades de Henry Pomeroy Davison, importante socio de J.P. Morgan & Co. y director de la Cruz Roja Americana, y Richard M. Bissell, presidente de The Hartford. Por la influencia de estas dos personas fue elegido consejero financiero del Secretario del Tesoro, para hacer recomendaciones relativas a los préstamos extranjeros durante la Primera Guerra Mundial. Fue, a raíz de esto, uno de los encargados de redactar el artículo 231 del Tratado de Versalles, el primero de los concernientes a las reparaciones que Alemania habría de pagar por su responsabilidad en el estallido de la contienda.

Únicamente con un espíritu de cooperación desarrollado en casa; únicamente si un espíritu de juego limpio e igualdad de oportunidades, con el que el Partido Demócrata está comprometido, llega a ser el dominante en nuestra política doméstica; únicamente así podremos aspirar a un progreso sano y nacional, o merecer una posición de liderazgo entre las naciones como la que ocupamos bajo una administración demócrata.

### Liga de las Naciones
Dirigió la comisión de la Liga de las Naciones que se encargó de negociar la Convención de Klaipėda en 1924. Asimismo, fue delegado en la Conferencia para el Desarme Mundial celebrada en Ginebra en el año 1931. También dirigió el Movimiento Internacional de la Cruz Roja y de la Media Luna Roja entre los años 1938 y 1944 y fungió como presidente del Consejo de Relaciones Exteriores de 1936 a 1944. Durante dos años, además, formó parte del jurado encargado de otorgar los Premios Peabody.
En 1939, tras el estallido de la guerra en Europa, dirigió el proyecto War and Peace Studies, apadrinado por el ya mencionado Consejo de Relaciones Exteriores, cuyo objetivo consistía en asesorar al Gobierno estadounidense en lo referente a las políticas en época de guerra. Fue miembro de otros comités impulsados por este mismo consejo, como el encaminado a aconsejar sobre problemas en las relaciones internacionales.

### Citas
1. 1 2 3 4 5 6 7  Galloway, 1968, p. 142.
2. 1 2  Galloway, 1968, p. 143.
3. ↑  Galloway, 1968, p. 156.
4. ↑  Galloway, 1968, p. 155.